# Rakiraki

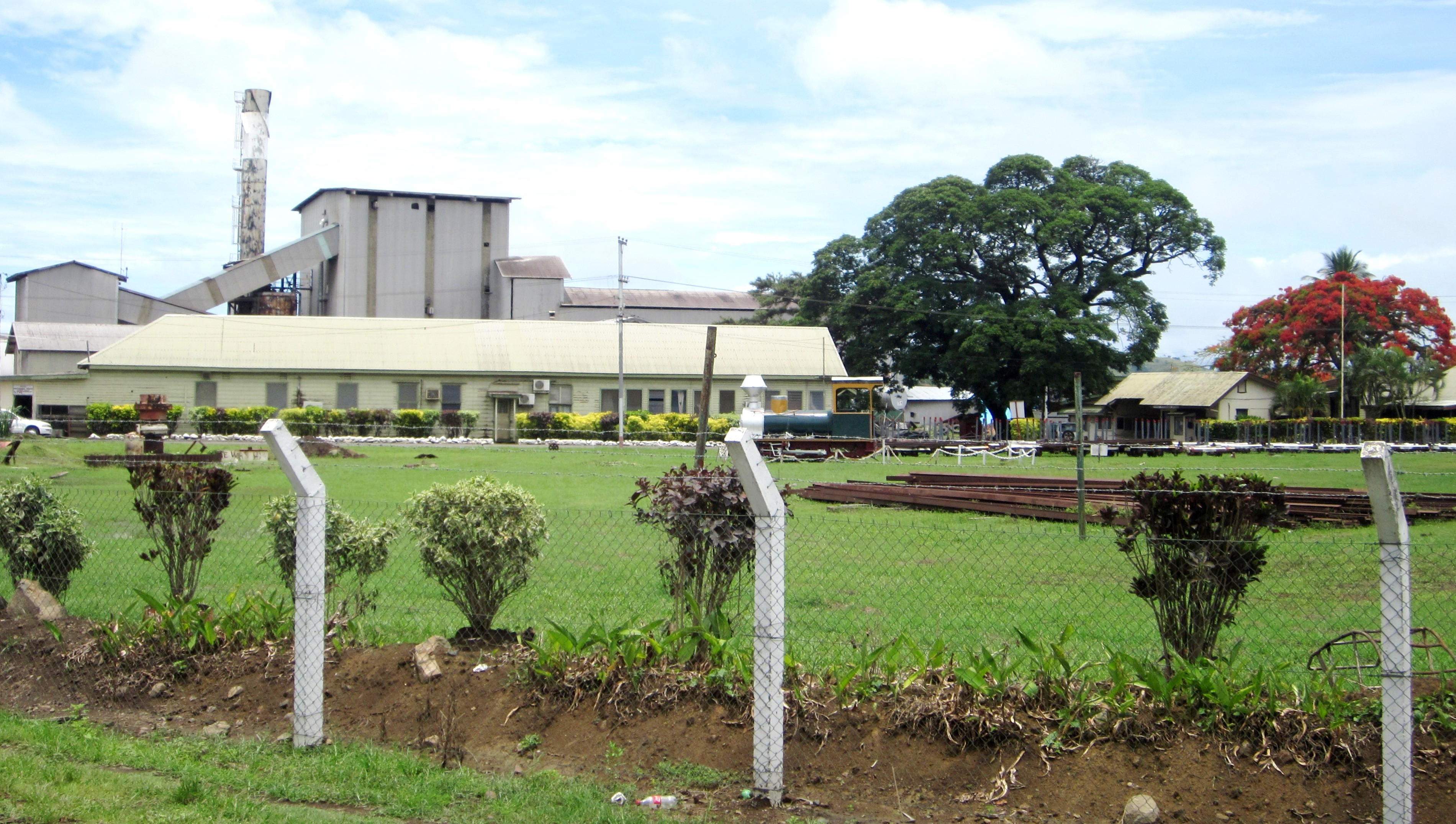
Cukrovar FSC Penag v Rakiraki (2013)

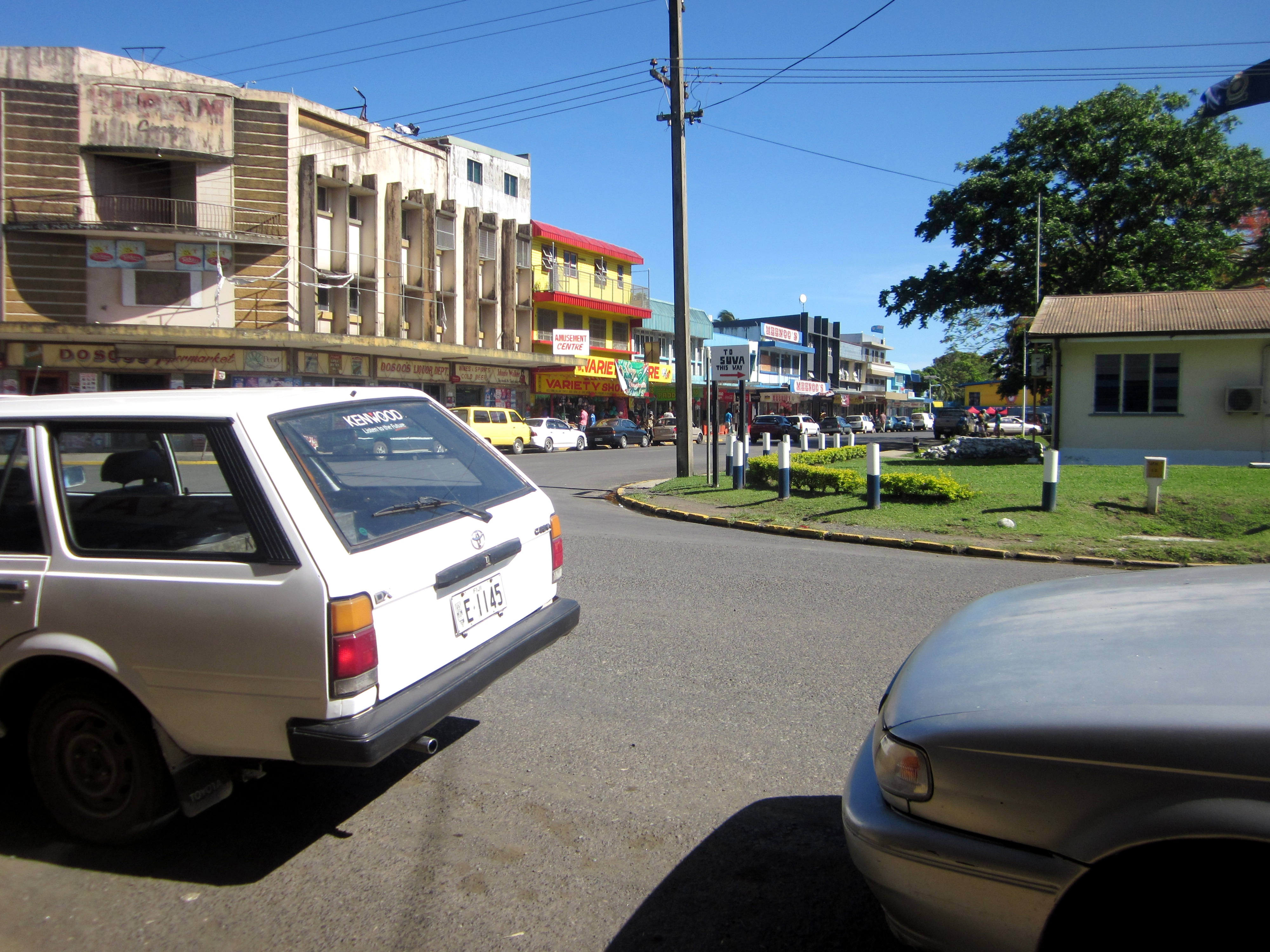
Vaileka (2013)

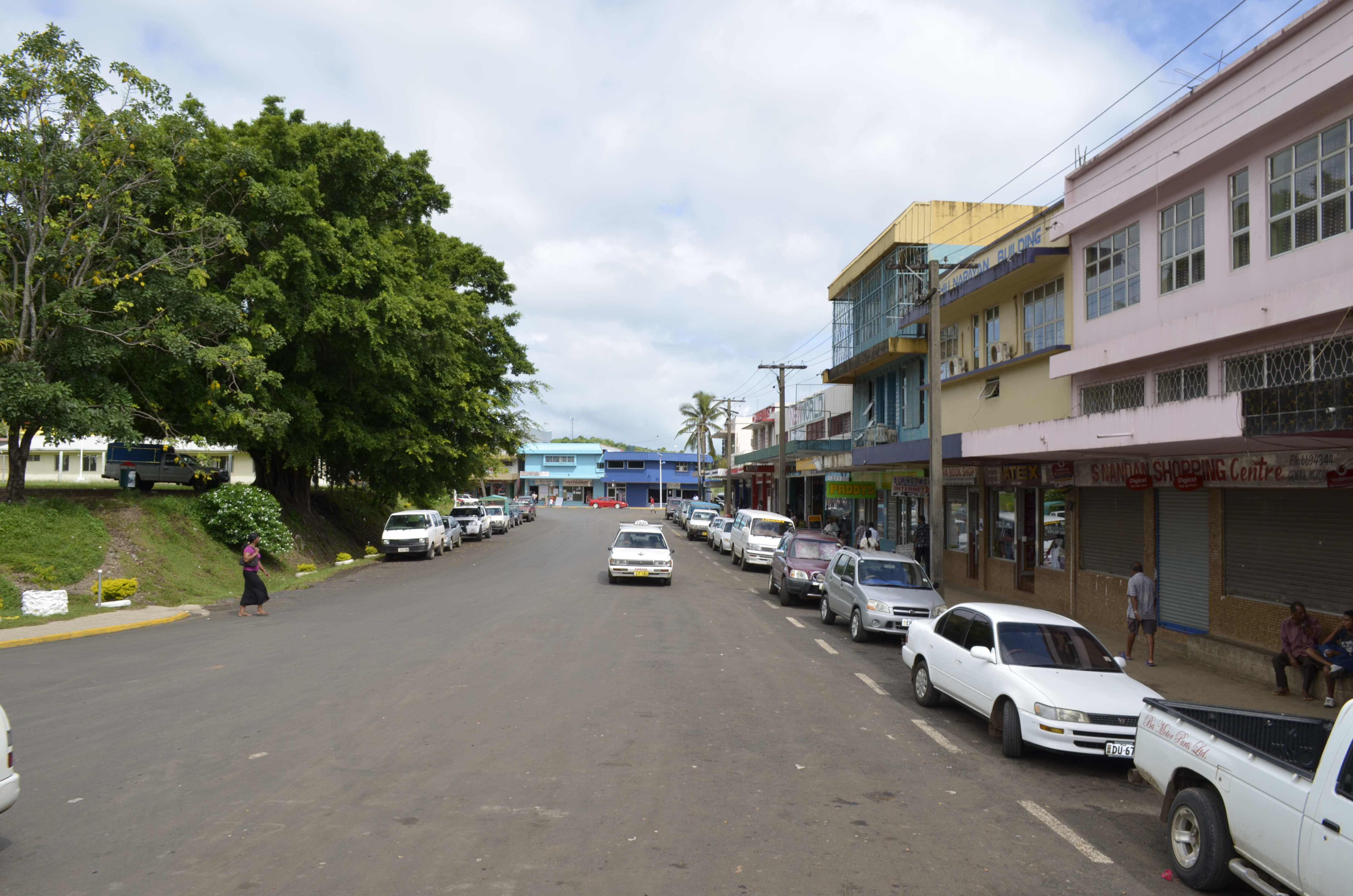
Rakiraki (2014)

Rakiraki Town je město ležící na hlavní pobřežní silnici Kings Road, v severní části největšího fidžijského ostrova Viti Levu. Administrativní středisko stejnojmenného okresu a provincie Ra, která je součástí západní oblasti, má statut města od roku 2007. Urbanistickou aglomeraci města tvoří několik částí, centrem aglomerace s tržištěm a autobusovou stanicí je část Vaileka. Rakiraki je jedním ze čtyř center pěstování a zpracování cukrové třtiny na Fidži. Fidžijská cukerná společnost FSC – Fiji Sugar Corporation zde provozuje cukrovar Penang, který leží na břehu stejnojmenné říčky, asi 1 km východně od Vaileka. Dopravu cukrové třtiny z okolních plantáží do cukrovaru zajišťuje síť úzkorozchodné železnice o rozchodu 610 mm. V roce 2007 zde žilo 4.952 obyvatel. V Rakiraki je nemocnice